# IWI內蓋夫NG7通用機槍
內蓋夫NG7（英語：Negev NG7）是一款由以色列武器工業所研製及生產的輕型可散式彈鏈供彈式通用機槍，是內蓋夫輕機槍的7.62×51毫米北约口徑版本。

## 歷史
2012年3月，以色列武器工業推出了內蓋夫的7.62×51毫米北約口徑衍生型——內蓋夫NG7，並且很快成為了以色列國防軍的新型制式機槍。

## 設計細節
內蓋夫NG7是以色列武器工業以原來設計上就成功的5.56毫米口徑內蓋夫為藍本而研製，以適當的重新設計應用來放大、加強和簡化新武器，旨在滿足現代戰場需求，並一直在世界各地的戰鬥中證明出來。因此它也是一挺可靠及準確的通用機槍，有着輕型、緊湊及適合沙漠作戰的優勢，更可通過改變部件或設定來執行特別行動而不會減低火力及準確度。
內蓋夫NG7是一挺輕便的先進通用機槍，在不利和極端環保設備的條件下非常可靠。內蓋夫NG7以可滾轉的開放式槍栓射擊。由於位於手槍握把左側上方的快慢機得到保留，內蓋夫NG7是目前少數具有半自動模式的7.62毫米通用機槍，除能連發外，也設有單發功能。既可用作機槍進行火力壓制，需要時也可用作步槍進行單發精確射擊，提高它的應用和近身距離作戰的操作安全。為了可以長時間射擊，配備了快速可拆卸式槍管，並配有與原槍相同的折疊式提把。該機槍並未如原槍般可以使用加利爾突擊步槍的彈匣供彈（5.56毫米口徑原槍亦可以同口徑的加利爾的35、50發彈匣供彈），而是與FN Minimi 7.62一樣移除了機匣底部的彈匣供彈機構，完全採用M13可散式彈鏈供彈方式。除了傳統上將100、200發裝入彈箱或彈袋內並且掛在機匣下方供彈，亦可以將彈鏈放進100或125發容量的夾式半剛性“突擊”彈鼓內供彈。標準配備包括非常堅固耐用的折疊式可調節兩腳架，手槍握把與步槍型扳機，與M4卡賓槍的槍托相似、可左側式折疊和調節托腮板（高度調整）的管狀伸縮式槍托。可選附件包括槍管、護木左側下方設有、方便立姿持槍射擊的斜向“突擊”型前握把，聲音調節器（消聲器），和各種载具（直升機、車輛或海上艦艇）槍架以上的安裝接口。標準的瞄準設備是由安裝在每根槍管上的可調節風偏及海拔式柱狀準星，安裝在機匣頂部內置式MIL-STD-1913戰術導軌的可調節海拔的覘孔式照門，以及在昏暗的光線條件下使用的氚氣夜間戰鬥缺口式照門（兼作後備照門）。需要時，覘孔式照門可拆卸以利用相同的戰術導軌和適當的固定座架安裝紅點鏡、全息瞄準鏡、日間／夜間光学瞄准镜、反射式瞄準鏡、棱鏡式瞄準鏡、夜視鏡或熱成像儀。

## 衍生型
- 內蓋夫NG7 SF：內蓋夫NG7 SF是內蓋夫NG7的短槍管版本。內蓋夫NG7 SF相當於內蓋夫SF的7.62毫米北約口徑型，而它的槍管長度也從NG7的508毫米（20英吋）縮短至420毫米（16.54英吋）。

## 使用國
- 印度
  - 印度武裝部隊
- 以色列
  - 以色列國防軍[2]
- 菲律賓
  - 菲律賓國家警察
- 越南
  - 越南人民軍[4]

## 流行文化

### 电子游戏
- 2007年—：最早於韓國版2015年10月8日時推出。使用啞黑色槍身與灰色彈箱和150發M13彈鏈。港台地區於2015年10月13日推出，命名為「內蓋夫輕機槍NG7」；中國大陸地區於2015年10月14日推出，命名為「Negev NG7」。
- 2022年—《決勝時刻：現代戰爭II 2022》：命名為“SAKIN MG38”。

## 資料來源
1. 1 2 3 4 5 6   (PDF).   [2014-01-31]. （原始内容 (PDF)存档于2013-10-01）.
2. 1 2 3 4  .   [2017-06-09]. （原始内容存档于2012-05-18）.
3. ↑  The Next Gen 7.62mm NEGEV NG7 Machine Gun （页面存档备份，存于） - Thefirearmblog.com, March 6, 2012
4. ↑  .   [2015-10-12]. （原始内容存档于2016-03-04）.

## 外部連結
- （英文）—Israel Weapon Industries (I.W.I.): NEGEV NG7
- （英文）—Modern Firearms—Negev NG7 machine gun（页面存档备份，存于）
- （英文）—The Firearm Blog—
  - The Next Gen 7.62mm NEGEV NG7 Machine Gun（页面存档备份，存于）
  - NEGEV NG7 with Optic（页面存档备份，存于）
  - Negev NG7 Video（页面存档备份，存于）
- （英文）—Tactical Life.com—
  - IWI 7.62mm LMG with Semi-Automatic Mode
  - IWI NEGEV LMG (VIDEO)（页面存档备份，存于）
  - IWI Negev 7.62 cal. Light Machine Gun (video)
- （英文）—Small Arms Defense Journal－IWI Negev NG7 Cal. 7.62 NATO（页面存档备份，存于）
- （简体中文）—槍炮世界—Negev NG7轻机枪（页面存档备份，存于）